# Дмитриевка (Рыбинский район)
Дми́триевка — деревня в Михайловском сельском округе Волжского сельского поселения Рыбинского района Ярославской области .
Деревня расположена на правом высоком и обрывистом берегу реки Черёмуха в её среднем течении. Это последний населённый пункт Волжского сельского поселения вниз по реке Черёмухе. На севере деревня непосредственно примыкает к лесопарку санатория им. Воровского, расположенного в посёлке Кстово, которое относится к Покровскому сельскому поселению. В западном направлении на левом берегу реки Черёмуха непосредственно напротив Дмитриевки расположена деревня Максимовское, также Покровского сельского поселения. Дмитриевка расположена на автомобильной дороге Рыбинск—Михайловское, следующей в основном с севера на юг, с регулярным автобусным сообщением. Южнее Дмитриевки по этой дороге расположена деревня Конюшино и далее — центр округа, село Михайловское. Живописная местность и хорошая дорога на Рыбинск, сделали этот район привлекательным для дачного строительства, обращенная к Черёмухе западная сторона дороги на Конюшино застроена практически полностью. К деревне примыкают садоводческие товарищества. С севера от деревни расположен Детский оздоровительно-образовательный центр имени Ю. А. Гагарина .
В реке Черёмухе имеются многочисленные вскрытия отложений осадочных пород. В частности на протяжении 2 километров от Максимовского до Дмитриевки это нижнетриасовые отложения. В породах триасового и четвертичного возраста встречаются находки позвоночных (тетраподов, рыб), членистоногих и растений. На северной окраине Дмитриевки имеется единственный в Ярославской области разрез, где выходят слои нижнего келловейского подъяруса и граница триасовой и юрской систем. Здесь обнажаются породы оленекского яруса нижнего отдела триасовой системы и юрской и нижний подъярус Келловейского яруса среднего отдела Юрской системы. Встречаются аммониты, белемниты, брахиоподы .
Деревня Дмитриевка указана на плане Генерального межевания Рыбинского уезда 1792 года.
На 1 января 2007 года в деревне числилось 32 постоянных жителя . Деревня обслуживается почтовым отделением Михайлово. По почтовым данным в деревне 15 домов .